# الوليد بن عبادة بن الصامت
الوليد بن عبادة بن الصامت بن قيس بن أصرم بن فهر بن ثعلبة بن غنم بن سالم بن عوف بن الخزرج أبو عبادة الأنصاري، المدني، الخزرجي، من أئمة الحديث وهو ثقة، ولد في عهد النبي ﷺ وهو ثقة من كبار الثانية، أخو يحيى بن عبادة بن الصامت، ووالد عبادة بن الوليد بن عبادة بن الصامت، توفّي بالشام فِي آخر خلافة عبد الْملك بن مروان.

## روايته للحديث النبوي
- روى عن: أَبِيهِ عبادة بْن الصامت.
- رَوَى عَنه: أَبُو زيد أيوب بْن زياد الحمصي، وسُلَيْمان بْن حبيب المحاربي، وسُلَيْمان الأعمش فيما قيل، وابنه عبادة بْن الْوَلِيد بْن عُبَادَة بْن الصامت، وعطاء بن أَبي رباح، وعطاء بْن السائب، وعمارة بْن عُمَير، ومُحمد بْن يَحيى بْن حَبَّان، ويزيد بْن أَبي حبيب المِصْرِي، وأَبُو معاوية الأَنْصارِيّ.[3]

## أقوال العلماء فيه
أقوال علماء الجرح والتعديل فيه:
- قال أبو حاتم بن حبان البستي: ذكره في الثقات.
- قال أحمد بن صالح الجيلي: ثقة.
- قال ابن حجر العسقلاني: ثقة ولد في عهد النبي صلى الله عليه وسلم.
- قال الذهبي: ثقة.
- قال محمد بن سعد كاتب الواقدي: ثقة قليل الحديث.